# Joseph Paelinck

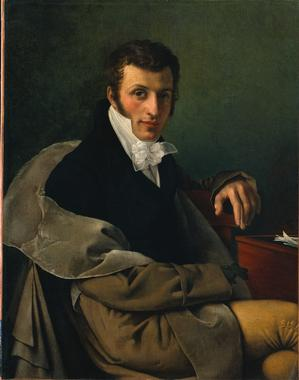
Joseph Paelinck, självporträtt.

Joseph Paelinck, född den 20 mars 1781 i Oostakker vid Gent, död den 19 juni 1839 i Ixelles, var en belgisk målare. 
Paelinck var elev till Jacques-Louis David, vidareutbildad i Rom, akademiprofessor i Bryssel och direktör för 
akademien i Tournai. Han målade, närmast i Davids anda, historiebilder: Paris dom (1804, Gents museum), Psyches toalett (1823, Amsterdams riksmuseum), Karl V:s tronavsägelse (1836) med flera. 